# 孔繼尹

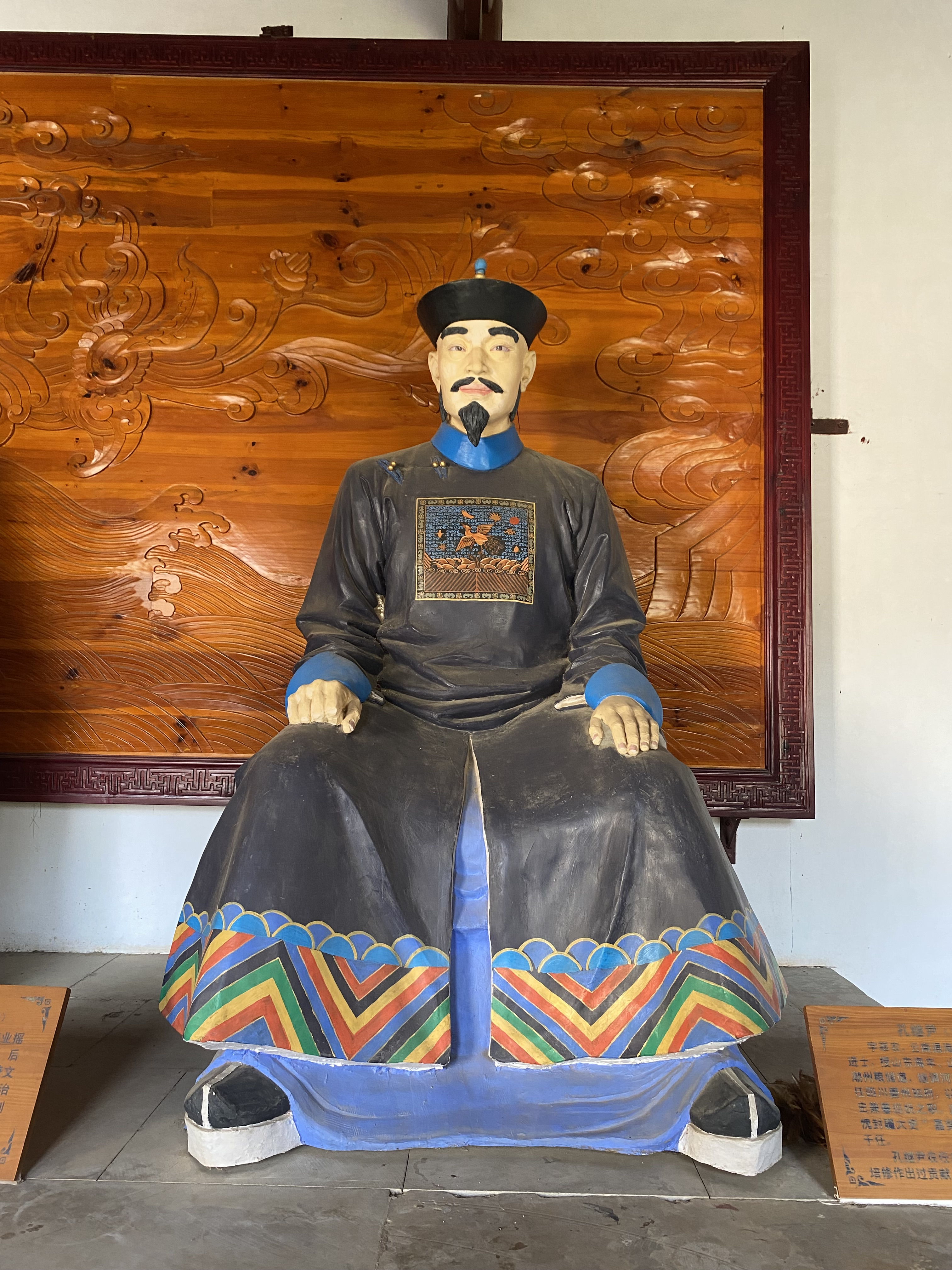
通海文庙名宦祠内的孔继尹像

孔繼尹（？—1848年），雲南通海（今雲南省通海縣）人，清朝政治人物、同進士出身。
嘉慶十九年（1814年），登進士。道光四年，任山東武定府海豐縣知縣。道光七年，任山東兗州府滋陽縣知縣。道光十二年，任德州知州。道光十三年，任四川夔州府知府，后升任廣東糧道。道光二十三年，任廣東按察使。道光二十五年，任廣西布政使。